# Тесгуино
Тесгуино или техуино, исп. Tesgüino, Tejuino — кукурузное пиво, традиционный напиток племени тараумара, проживающего в Сьерра-Мадре в Мексике. Народ тараумара считает данное пиво священным, оно используется во многих обрядах данного народа. Как язвительно отметил антрополог Джон Кеннеди, «средний представитель народа тараумара как минимум 100 дней в год имеет дело с тесгуино — либо пьёт его, либо отходит от похмелья».

## Разновидности
Общее название для алкогольных напитков у народа тараумара — «сугики»; термин «батари» используется, если пиво изготавливается из кукурузной или лишайниковой муки; «пасики» — если пиво изготавливается из свежих початков кукурузы. Тесгуино, изготовленный из кукурузы, считается наиболее священным, однако тараумара также делают пиво из агавы  и пшеницы, а также другие алкогольные напитки из фруктов, таких, как персики, ягоды, дикие яблоки, кактусовые плоды и семена меските.

## Производство
Пиво изготавливается из зёрнышек кукурузы, которые вымачиваются, затем размалываются, провариваются и ферментируются с использованием диких дрожжей. Для ароматизации вместо хмеля используется местная трава.